# 110 mètres haies aux championnats du monde d'athlétisme 1987
Navigation
Helsinki 1983 Tokyo 1991
L'épreuve du 110 mètres haies des championnats du monde d'athlétisme 1987 s'est déroulée les 1er et 3 septembre 1987 dans le Stade olympique de Rome, en Italie. Elle est remportée par l'Américain Greg Foster.

## Résultats

### Finale
| Rang               | Athlète          | Pays             | Temps   |
| ------------------ | ---------------- | ---------------- | ------- |
| Médaille d'or      | Greg Foster      | États-Unis       | 13 s 21 |
| Médaille d'argent  | Jonathan Ridgeon | Royaume-Uni      | 13 s 29 |
| Médaille de bronze | Colin Jackson    | Royaume-Uni      | 13 s 38 |
| 4                  | Jack Pierce      | États-Unis       | 13 s 41 |
| 5                  | Igors Kazanovs   | Union soviétique | 13 s 48 |
| 6                  | Carlos Sala      | Espagne          | 13 s 55 |
| 7                  | Mark McKoy       | Canada           | 13 s 71 |
| 8                  | Arto Bryggare    | Finlande         | DNS     |

## Légende
Records et Performances
- AR : Record continental (area record)
- CR : Record des championnats (championship record)
- MR : Record du meeting (meet record)
- NR : Record national (national record)
- OR : Record olympique (olympic record)
- PR : Record paralympique (paralympic record)
- PB : Record personnel (personal best)
- SB : Meilleure performance personnelle de la saison (season's best)
- WL : Meilleure performance mondiale de l'année (world leader)
- WJR : Record du monde junior (world junior record)
- WR : Record du monde (world record)

Circonstances et Conditions
- DNF : N'a pas terminé (did not finish)
- DNS : N'a pas pris le départ (did not start)
- DQ : Disqualification (disqualification)
- NM : Aucun essai valable enregistré (No Mark)
- Q : Qualifié « directement » au prochain tour (ou à la prochaine compétition), lors d'une compétition majeure, grâce au classement ou à la réalisation des minima (automatic qualifier)
- q : Qualifié au prochain tour (ou à la prochaine compétition), lors d'une compétition majeure, grâce au repêchage ou à la réalisation de l'une des meilleures performances parmi celles des « non qualifiés directement » (grâce au meilleur temps ou à la meilleure distance par exemple) (secondary qualifier)